# Stachel-Fersenratte

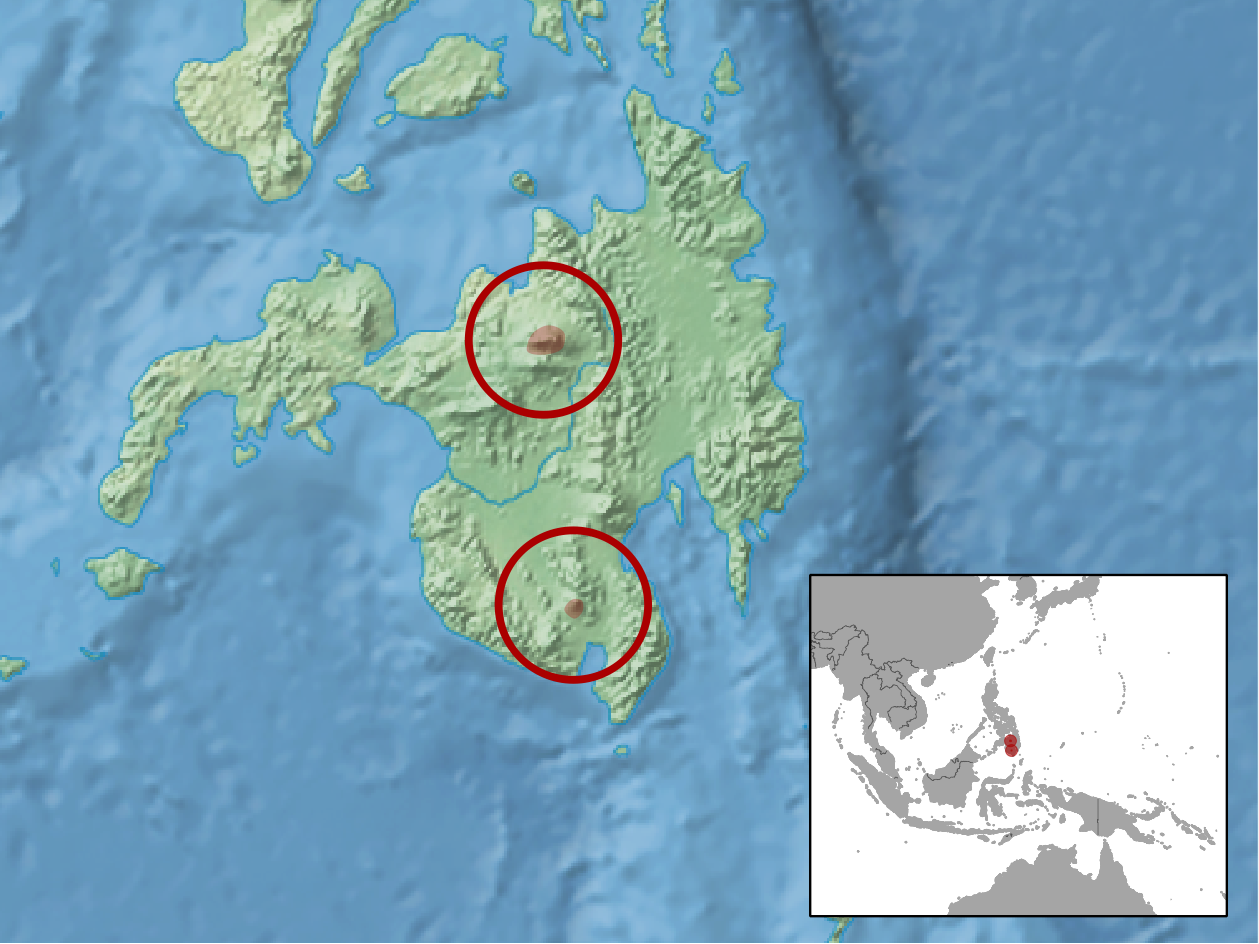
Verbreitungsgebiet der Stachel-Fersenratte

Die Stachel-Fersenratte (Tarsomys echinatus) ist ein Nagetier in der Unterfamilie der Altweltmäuse, das auf den Philippinen vorkommt.

## Merkmale
Die Art unterscheidet sich mit ihrem kurzen und stachligen Fell deutlich vom anderen Vertreter der Gattung Tarsomys, der Dunklen Fersenratte (Tarsomys apoensis). Erwachsene Exemplare erreichen eine Kopf-Rumpf-Länge von 145 bis 179 mm und eine Schwanzlänge von 120 bis 158 mm. Die Stachel-Fersenratte hat 29 bis 34 mm lange Hinterfüße und 17 bis 21 mm lange Ohren. Gewichtsangaben fehlen. Die Krallen sind länger und robuster als bei der Dunklen Fersenratte. Auf der Oberseite kommt graubraunes Fell vor, mit eingestreuten sandbraunen Haarabschnitten. Das Fell der Unterseite ist hellgrau. Bei manchen Exemplaren kommt ein breiter weißer Streifen vor, der die Unterseite von der Brust bis zum Leistenbereich in zwei Bereiche teilt. Die Ohren und der Schwanz besitzen eine hellbraune Farbe. Die Stachel-Fersenratte hat pigmentfreie Füße, die mit weißen Haaren bedeckt sind. Bei Weibchen kommen sechs Zitzen vor.

## Verbreitung
Die Stachel-Fersenratte lebt im tieferen Bergland um die Vulkane Kitanglad und Matutum auf der philippinischen Insel Mindanao. Sie wurde in Regionen registriert, die auf 800 bis 1100 Meter Höhe liegen. Die Landschaft ist überwiegend mit tropischen Regenwäldern bedeckt.

## Lebensweise
Die langen Hinterfüße mit kräftigen Krallen lassen vermuten, dass sich die Stachel-Fersenratte hauptsächlich von wirbellosen Tieren ernährt, die sie aus der Laubschicht oder aus den oberen Erdbereichen hervorscharrt. Es wird angenommen, dass die Art nachtaktiv ist.

## Bedrohung
Umfangreiche Waldrodungen bedrohen den Bestand der Stachel-Fersenratte. Auch im Naturpark am Vulkane Kitanglad findet intensive Forstwirtschaft statt. Das gesamte Verbreitungsgebiet ist laut einer Schätzung auf 6050 km² begrenzt. Die Art wird von der IUCN als „gefährdet“ (vulnerable) gelistet.